# Un petit carrousel de fête
Pour plus de détails, voir Fiche technique et Distribution.
Un petit carrousel de fête (titre original : Körhinta) est un film hongrois, réalisé en 1955 par Zoltán Fábri et sorti et présenté à Cannes en 1956. Il fut, au cours des années 1950, un des films hongrois les plus célèbres et contribua beaucoup à la renommée de son réalisateur.

## Synopsis
Máté aime Marika qui, néanmoins, doit épouser, selon la volonté expresse de son père, un paysan riche, Sándor. Marika éprouve secrètement une nette inclination pour Máté, mais elle n'ose guère se rebeller ouvertement, craignant de bousculer les coutumes locales. Pourtant, à la noce de l'une de ses amies, Marika abandonne son promis pour entamer un csárdás furieux et interminable avec Máté... qui manifeste, de cette façon, la force de ses sentiments envers la jeune femme. Celle-ci, à son tour, proclame son amour à la face de son père et du village tout entier... En opposition aux vieilles traditions patriarcales, un film plaidant pour l'amour consenti.

## Fiche technique
- Titre du film : Un petit carrousel de fête
- Titre original : Körhinta
- Réalisation : Zoltán Fábri
- Scénario : Z. Fábri, László Nádasy d'après le roman d'Imre Sarkadi
- Photographie : Barnabás Hegyi, noir et blanc
- Musique : György Ránki
- Décors : Z. Fábri
- Costumes : Alice Kölcsey
- Durée : 85 minutes
- Pays :  Hongrie
- Année de réalisation : 1955
- Distribution en  Hongrie : 22/02/1956
- Genre : Romance et drame
- Affiche : Boris Grinsson (France)

## Distribution artistique
- Mari Törőcsik : Marika Pataki
- Imre Soós : Máté
- Béla Barsi : le père, Istvàn Pataki
- Ádám Szirtes : Sándor
- Manyi Kiss : Patakiné

## Distinctions
Le film a été présenté en sélection officielle en compétition au Festival de Cannes 1956.

## Accueil
Un petit carrousel de fête classera Zoltán Fábri au plus haut rang du cinéma hongrois. Pourtant, il ne s'agit ici que d'une simple et banale histoire d'amour. Certes, par le biais d'une intrigue peu compliquée, le film cherchait à refléter de nouvelles aspirations et une revendication au bonheur dans un contexte - celui de la Hongrie des campagnes -, encore marqué par des coutumes ancestrales. Mais, « ce qui frappe et retient en tout premier lieu l'attention, c'est la fraîcheur et la spontanéité des sentiments, ainsi qu'une remarquable peinture de la vie d'un petit village. » (Claude B. Levenson, Premier Plan, décembre 1956).
Claude B. Levenson poursuit plus loin : « L'art du réalisateur atteint dans ce film à un très haut niveau. Cette production (...) est finalement portée à son faîte par une utilisation remarquable des moyens cinématographiques. », puis, il rapporte les propos d'un de ses amis, celui-ci jugeant qu' « à partir d'une histoire sans prétention, Fábri a réussi à recréer le monde, comme un musicien qui, à partir de quelques notes, écrit une symphonie. »
Le critique félicite également les interprètes, à l'image des deux amoureux, incarnés par Marika Töröcsik et Imre Soós, « jouant à merveille leurs rôles tout en nuances, passant d'un sentiment à l'autre avec beaucoup de bonheur », comme dans « la scène du bal, au mariage, une danse échevelée, tourbillonnante, qui rappelle étrangement le rythme affolant du carrousel, et contient cette fois-ci une violence latente prête à exploser, une violence qui est à la fois amour limpide et désir passionné de possession. » (Claude B. Levenson, ibid.)